# Cosmo Science Center
Het geplande, maar nooit verwezenlijkte Cosmo Science Center was een initiatief van de Stichting Cosmocenter, die op 12 mei 1982 werd opgericht, mede onder invloed van de grote publieke belangstelling voor de ruimtevaart in de jaren zeventig, met als doel een project te ontwikkelen waarbij sterrenkunde en ruimtevaart op een leerzame en recreatieve manier onder de aandacht zouden worden gebracht. Enkele bekende initiatiefnemers waren mr. Pieter van Vollenhoven en ruimtedeskundige drs. Chriet Titulaer.
De provincie Noord-Brabant was sterk vertegenwoordigd in het stichtingsbestuur, reden waarom er voor een locatie in Brabant gekozen werd, namelijk Safaripark Beekse Bergen in Hilvarenbeek.
Ook in andere delen van het land werden initiatieven ontwikkeld om tot een wetenschapspark te komen, waaronder Futurama in Oude Pekela, waar Titulaer ook kort bij betrokken was. De toenmalige Commissaris der Koningin in Brabant, mr. A.A.M. van Agt, legde daarom de plannen voor aan diverse grote bedrijven, onder andere aan Philips en de PTT. In een later stadium werd nauwe samenwerking gezocht met de Efteling in Kaatsheuvel. Uit deze samenwerking ontstond na diverse haalbaarheidsonderzoeken een plan, waarbij er een recreatief-educatief park nabij de Efteling zou komen, bestemd voor een breed publiek. Gerekend werd op een bezoekersaantal van circa 1,5 miljoen mensen per jaar. Hiervoor was een investering nodig van 125 miljoen gulden.
Maar aangezien er geen regeringssubsidie mogelijk was en de Efteling vanwege andere prioriteiten eind 1988 haar deelname aan het project beëindigde, haakten vanwege de grootschalige opzet en de hoge investeringen ook andere partijen af. Een studie naar een meer kleinschalige opzet leverde ook geen resultaat op. Begin 1989 werd het project daarom geannuleerd.

## Bron
Inventaris van het archief van het Cosmo Science Center, 1982-1989 (BHIC, toegangsnr. 1126)